# Jasová
Jasová (bis 1996 slowakisch „Jásová“ – bis 1927 auch „Jásovice“; ungarisch Jászfalu) ist eine Gemeinde im Westen der Slowakei mit 1136 Einwohnern (Stand 31. Dezember 2024), die zum Okres Nové Zámky, einem Kreis des Nitriansky kraj, gehört.

## Geographie

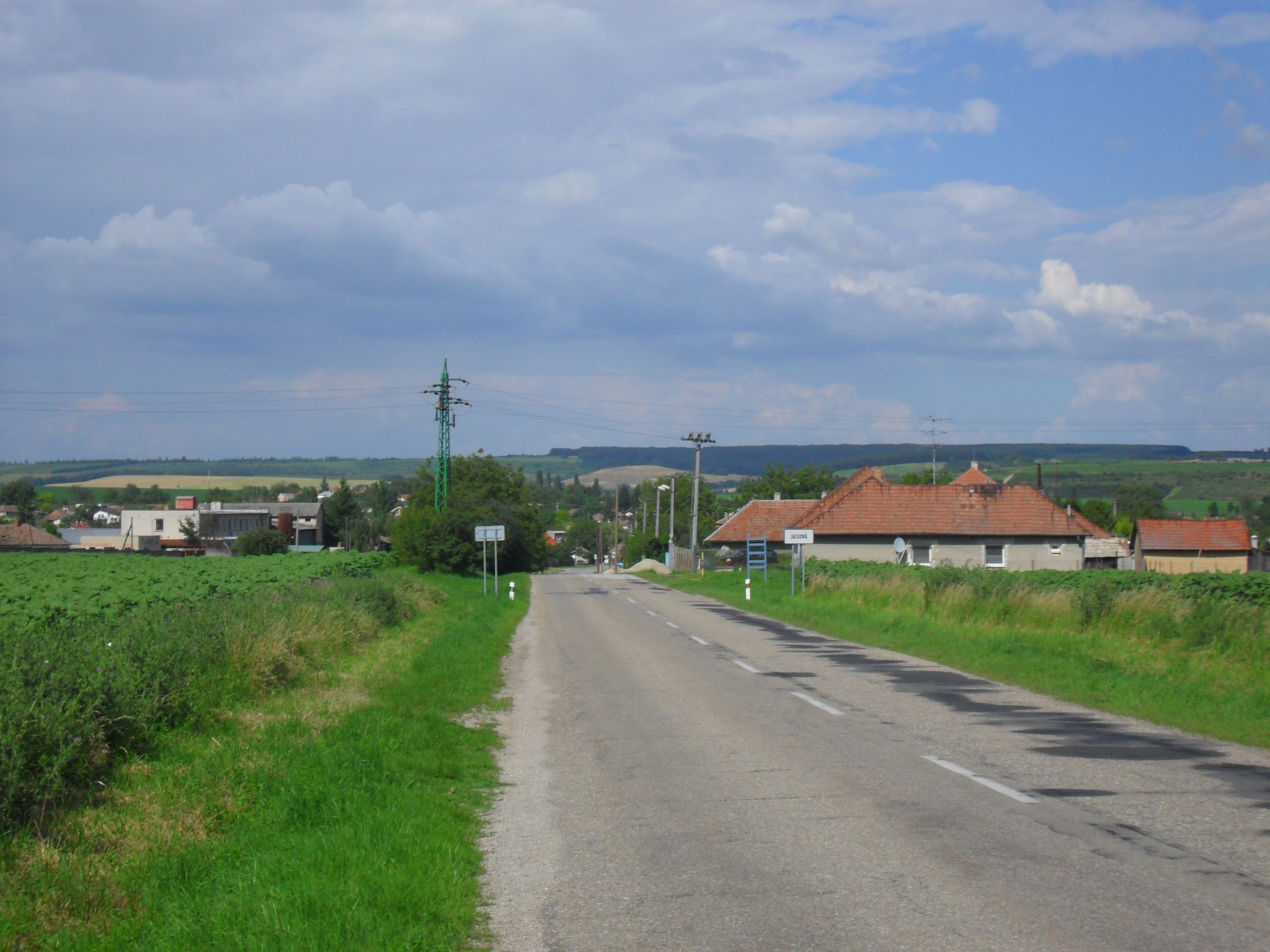
Blick auf Jasová von der Straße von Pribeta heraus

Die Gemeinde befindet sich im slowakischen Donautiefland am Westhang des Hügellands Pohronská pahorkatina. Durch den Ort fließt der Jasovský potok, der hinter dem Ort das Flüsschen Paríž speist. Auf dem Weg Richtung Kolta findet man den kleinen Stausee Jasová.  Das Ortszentrum liegt auf einer Höhe von 162 m n.m. und ist 20 Kilometer von Nové Zámky entfernt.
Nachbargemeinden sind Kolta im Norden, Farná und Veľké Ludince im Osten, Dubník im Süden und Semerovo im Westen.

## Geschichte

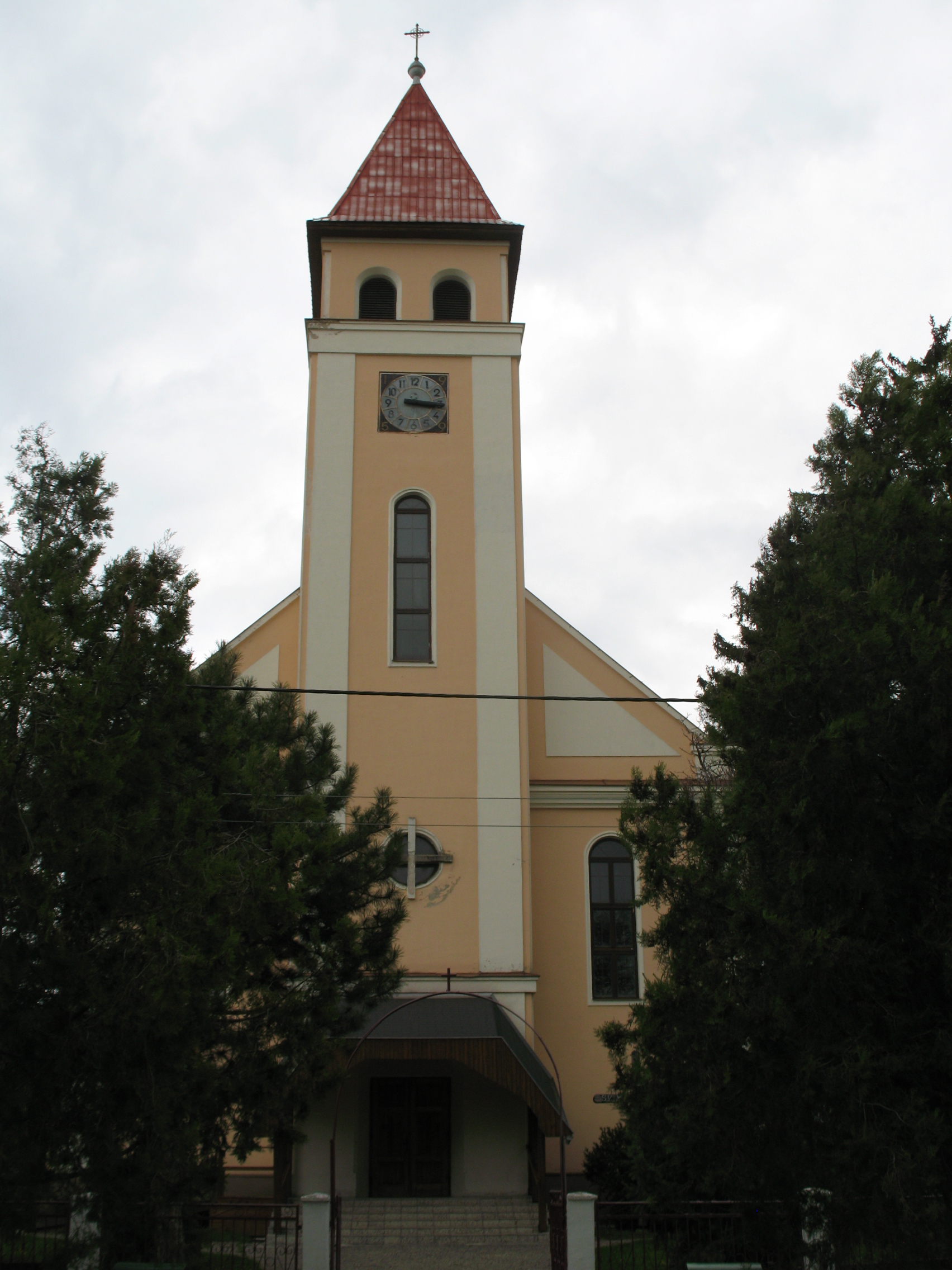
Kirche in Jasová

Jasová wurde zum ersten Mal 1434 als Tykeresnyek aliter Jaszafalu schriftlich erwähnt und schließt an die alte Siedlung Nyék an, die während des Mongolensturms 1241 weitgehend ausgelöscht wurde. Im 16. Jahrhundert war Jasová Besitz der Geschlechter Csúzy, Nyáry und Szentmihály; durch ständige osmanische Angriffe hörte das Dorf im Jahr 1562 auf zu existieren. Erst 1669 kam es zur erneuten Besiedlung, zu dieser Zeit wurden die Geschlechter Amadé und Hunyadi bis zum 18. Jahrhundert neue Besitzer. 1715 gab es in Jasová 29 Haushalte, 1720 besaß das Dorf Weingärten. 1828 zählte man 87 Häuser und 710 Einwohner, die als Landwirte beschäftigt waren.
Bis 1918/1919 gehörte der im Komitat Komorn liegende Ort zum Königreich Ungarn und kam danach zur Tschechoslowakei beziehungsweise heute Slowakei. 1926 wurde Jasová von einem Hochwasser heimgesucht. Auf Grund des Ersten Wiener Schiedsspruchs lag er 1938–1945 noch einmal in Ungarn.

## Bevölkerung
| Jahr                | 1994 | 2004    | 2014    | 2024    |
| ------------------- | ---- | ------- | ------- | ------- |
| Anzahl der Personen | 1257 | 1201    | 1189    | 1136    |
| Unterschied         |      | −4,45 % | −0,99 % | −4,45 % |

| Jahr                | 2023 | 2024    |
| ------------------- | ---- | ------- |
| Anzahl der Personen | 1135 | 1136    |
| Unterschied         |      | +0,08 % |

Nach der Volkszählung 2011 wohnten in Jasová 1211 Einwohner, davon 1156 Slowaken, 26 Magyaren, 10 Tschechen und ein Deutscher. 18 Einwohner machten keine Angabe zur Ethnie.
1078 Einwohner bekannten sich zur römisch-katholischen Kirche, drei Einwohner zur Evangelischen Kirche A. B., jeweils zwei Einwohner zur Pfingstbewegung und zur reformierten Kirche sowie jeweils ein Einwohner zur evangelisch-methodistischen Kirche und zur tschechoslowakischen hussitischen Kirche. 64 Einwohner waren konfessionslos und bei 60 Einwohnern wurde die Konfession nicht ermittelt.

## Bauwerke

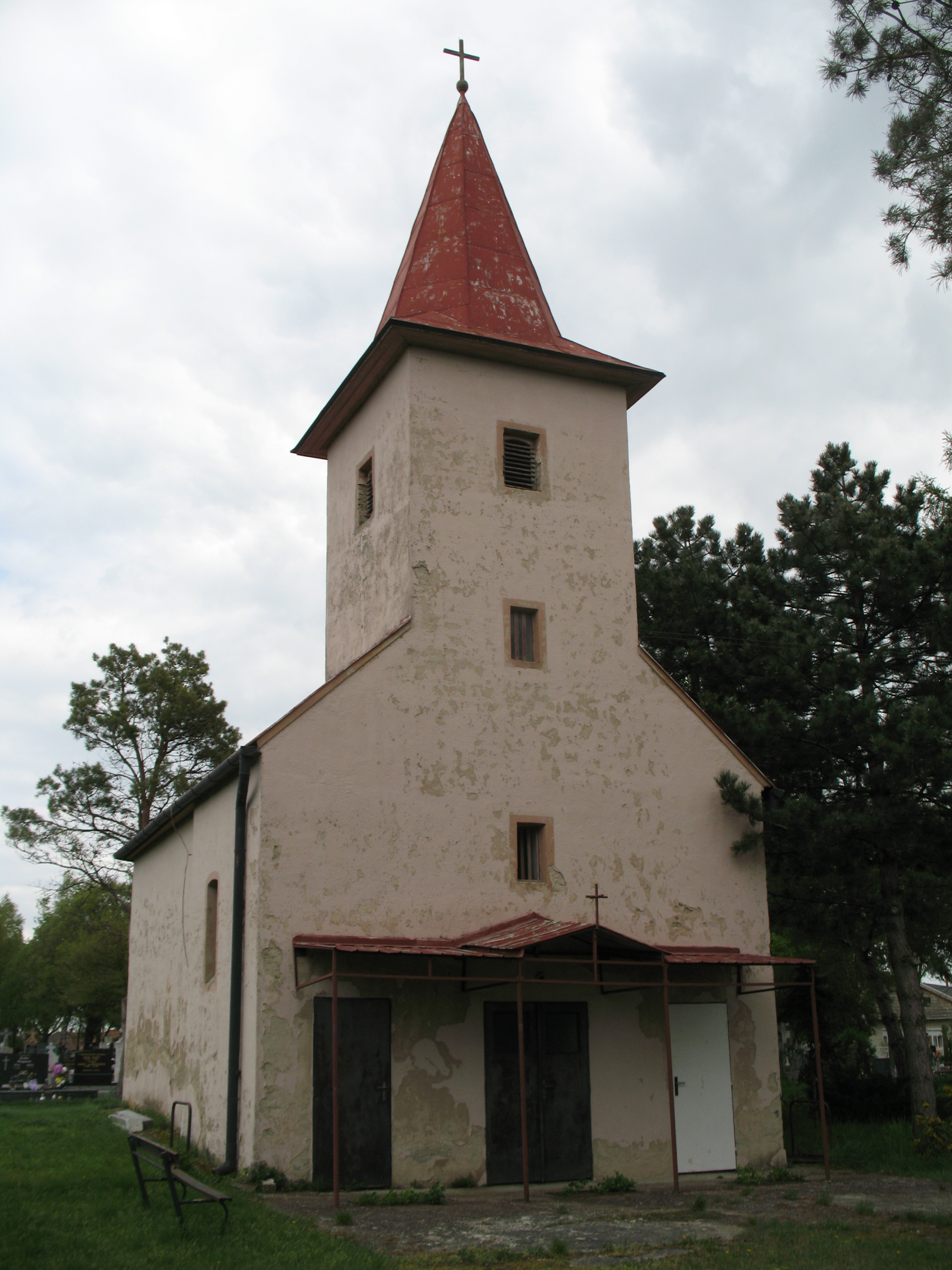
Michaelskapelle am Friedhof

- römisch-katholische Lorenzkirche aus dem Jahr 1938
- Michaelskapelle am Friedhof, ursprünglich 1210 erwähnt